# روزی جرم
روزی جرم (انگلیسی: Once Upon a Crime) یک فیلم در ژانر معمایی و کمدی به کارگردانی یوجین لوی است که در سال ۱۹۹۲ منتشر شد.

## بازیگران
- جون کندی
- سیبل شفرد
- جرج همیلتون
- جانکارلو جانینی
- جیم بلوشی
- جاس آکلند
- اورنلا موتی
- ریچارد لویس
- شان یانگ
- یوجین لوی
- فرانکو آنگریزانو